# Esclareol
Sclareol es un compuesto químico aromático que se encuentra en Salvia sclarea, de la cual deriva su nombre. Se clasifica como un diterpeno alcohol bicíclico. Se trata de un sólido de color ámbar con un olor dulce y balsámico.
Esclareol se utiliza como una fragancia en cosméticos y perfumes, y como aromatizante en los alimentos. Sustancias similares al esclareol se pueden preparar a partir de esclareólido.
Esclareol también es capaz de matar células humanas leucémicas y células de cáncer de colon por apoptosis.